# Nina Bouraoui
Yasmina "Nina" Bouraoui - نينا بو راوي (àrab) - (Rennes, Ille-et-Vilaine, 31 de juliol de 1967) és una autora i compositora francesa, filla de pare algerià –originari de la província de Jijel– i de mare bretona. Va viure els primers catorze anys de la seva vida a Alger, després a Zúric i Abu Dhabi.
Les seves novel·les normalment són escrites en primera persona i, amb l'excepció d'Avant les hommes, sol ser qualificada com a autora d'autoficció. Des que va publicar la seva primera novel·la el 1991, Bouraoui ha afirmat que se sent influenciada per Marguerite Duras, tot i que poden trobar-se influències i trets d'altres atures i autores a les seves obres. Això és particularment important a Mes Mauvaises Pensées, que té una forta empremta d'Hervé Guibert, Annie Ernaux, David Lynch, Eileen Gray, i Violette Leduc entre d'altres. Qüestions d'identitat, el desig, la memòria, l'escriptura, la infantesa i l'homsexualitat són alguns del temes principals de les seves obres.

## Obres
- Vouyeuse interdite, (1991, Prix du Livre Inter 1991), publicada en català (Mirada Prohibida, Les hores, 2019)
- Poing mort (1992)
- Le Bal des murènes (1996)
- L'Âge blessé (1998)
- Le Jour du séisme (1999)
- Garçon manqué (2000),
- La Vie heureuse (2002)
- Poupée Bella (2004)
- Mes mauvaises pensées (2005, Prix Renaudot)
- Avant les hommes (2007)
- Appelez-moi par mon prénom (2008)
- Nos baisers sont des adieux (2010)
- Sauvage (2011)
- Standard (2014)
- Beaux rivages (2016)
- Tous les hommes désirent naturellement savoir (2018)
- Otages (2020), Premi Anaïs Nin 2020.

En 2007, va escriure dues cançons per Céline Dion titulades "Immensité" i "Les paradis", musicades per Gildas Arzel. Aquestes cançons van ser incloses a l'àlbum de Céline Dion D'elles, que va sortir el 2007.